# Spartiacque del fiume San Lorenzo

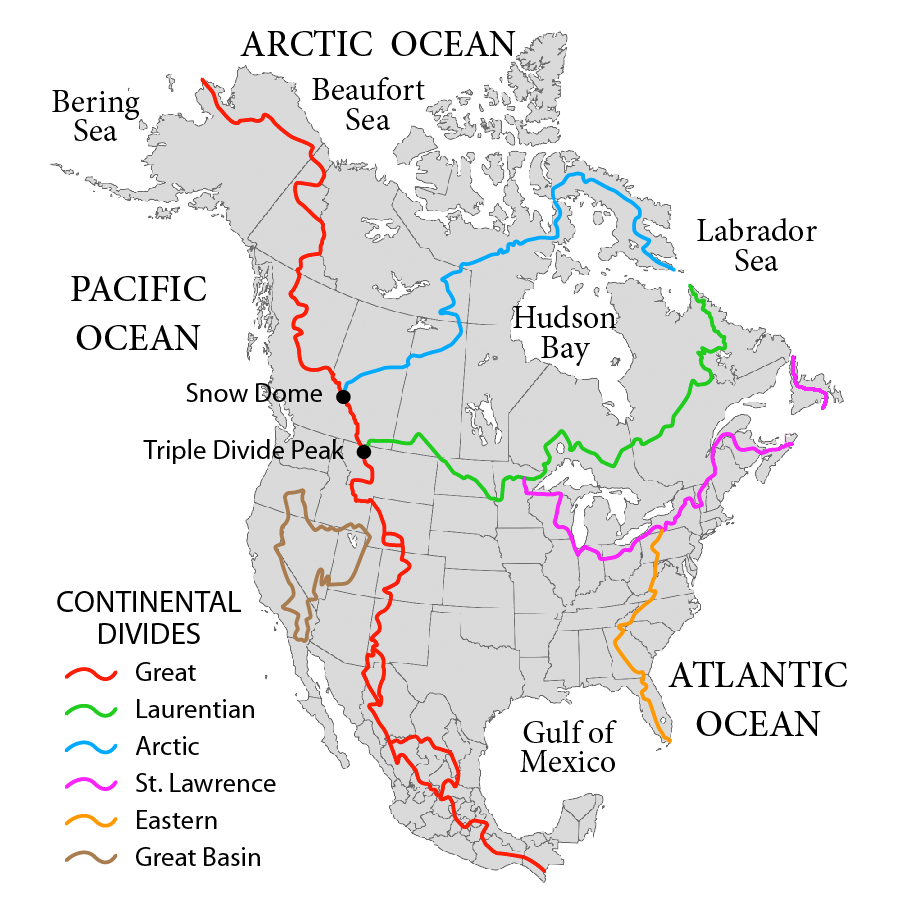
Cartina dei principali spartiacque del Nord America. Quello del fiume San Lorenzo (in magenta) separa il bacino dei Grandi Laghi-fiume San Lorenzo da quelli meridionali che riversano nell'oceano Atlantico.

Lo spartiacque del fiume San Lorenzo è uno spartiacque continentale che si trova nel Nord America settentrionale e orientale, e separa il bacino  dei Grandi Laghi-fiume San Lorenzo dal più meridionale bacino dell'oceano Atlantico. Le acque, le piogge, le nevicate, i laghi, i fiumi e le correnti che si trovano a nord e ad ovest dello spartiacque, riversano all'interno del golfo di San Lorenzo, o nel mare del Labrador. Le acque a sud e ad est dello spartiacque riversano invece nell'Atlantico (ad est dello spartiacque continentale orientale), o nel golfo del Messico (ad ovest dello spartiacque continentale orientale). Lo spartiacque è uno dei sei che si trovano nel Nord America e che demarcano diversi bacini che riversano le acque verso diversi golfi, mari o oceani.

## Percorso
Lo spartiacque ha origine nel punto triplo dello spartiacque laurenziano, circa due miglia a nord di Hibbing, in Minnesota. Segue verso sud una catena montuosa sulla costa del Lago Superiore e poi la catena montuosa tra il bacino del fiume Wisconsin e del fiume Fox. Da qui scorre a sud del lago Michigan e del lago Erie lungo diverse morene recessionali, come la morena di Valparaiso e la morena Wabash.
Attraversa poi la pianura degli Allegani verso la parte settentrionale dello stato di New York, dove scorre a sud-est del fiume San Lorenzo, passando per un breve tratto sotto il lago Champlain prima di correre verso nord-est seguendo il confine occidentale del Maine e del Québec. Continua poi nei monti Notre Dame nel Quebec, e curva poi verso sud-est nel Nuovo Brunswick centrale. Da qui lo spartiacque corre verso est lungo la costa settentrionale della Nuova Scozia fino a capo Canso.

## Idrologia
L'idrologia del bacino dei Grandi Laghi-San Lorenzo è elaborata: il lago Nipigon si svuota nel fiume Nipigon, principale affluente del lago Superiore, nella baia di Nipigon nella parte centro-settentrionale del lago. Il lago Superiore riversa le sue acque verso est e sud-est attraverso il fiume Saint Marys verso il lago Huron. Idrologicamente, il lago Michigan è unito al lago Huron tramite il grande stretto di Mackinac al suo margine settentrionale; la parte sud-occidentale del lago Michigan si svuota nel canale di drenaggio di Chicago nel fiume Illinois, e poi nel golfo del Messico. Il lago Huron si svuota verso sud attraverso il fiume Saint Clair verso il lago St. Clair e poi verso sud attraverso il fiume Detroit verso la parte occidentale del lago Erie. Le acque defluiscono da quest'ultimo verso nord-est attraverso il fiume Niagara verso la parte sud-occidentale del lago Ontario. L'Ontario riversa le sue acque verso nord-est nel fiume San Lorenzo, e da qui nel golfo di San Lorenzo; infine, gran parte della regione costiera e centrale del Labrador riversa le acque nel mare del Labrador, attraverso il lago Melville.

### Canali
Quattro canali attraversano lo spartiacque: il canale Champlain collega il lago Champlain al bacino del fiume Hudson. Il canale Erie collega il lago Erie al bacino del fiume Hudson; il Chicago Sanitary and Ship Canal attraversa il Chicago Portage e collega il lago Michigan al bacino del fiume Mississippi. Il canale Portage collega il fiume Fox con il fiume Wisconsin presso Portage e storicamente vi erano ulteriori canali, come il canale Ohio and Erie, ma molti di questi non sono più in servizio.